# Senoculus prolatus
Senoculus prolatus is een spinnensoort uit de familie Senoculidae. De soort komt voor in Mexico en Guatemala.